# Аху Винапу
Аху Винапу — археологический объект на острове Рапа Нуи (остров Пасхи) в Восточной Полинезии в Тихом океане.

## Описание
Аху Винапу является одним из самых больших аху на острове Пасхи. В этом аху есть необыкновенная каменная кладка, состоящая из больших, тщательно подогнанных плит из базальта. Американский археолог Уильям Муллой исследовал этот объект в 1958 году. Хейердал считал, что аккуратно подогнанная каменная кладка показала связь острова Пасхи с империей Инков.
Каменная стена аху Винапу обращена к восходу солнца в зимнем солнцестоянии.
Винапу является частью национального парка Рапануи, который ЮНЕСКО объявила объектом Всемирного наследия

## Галерея

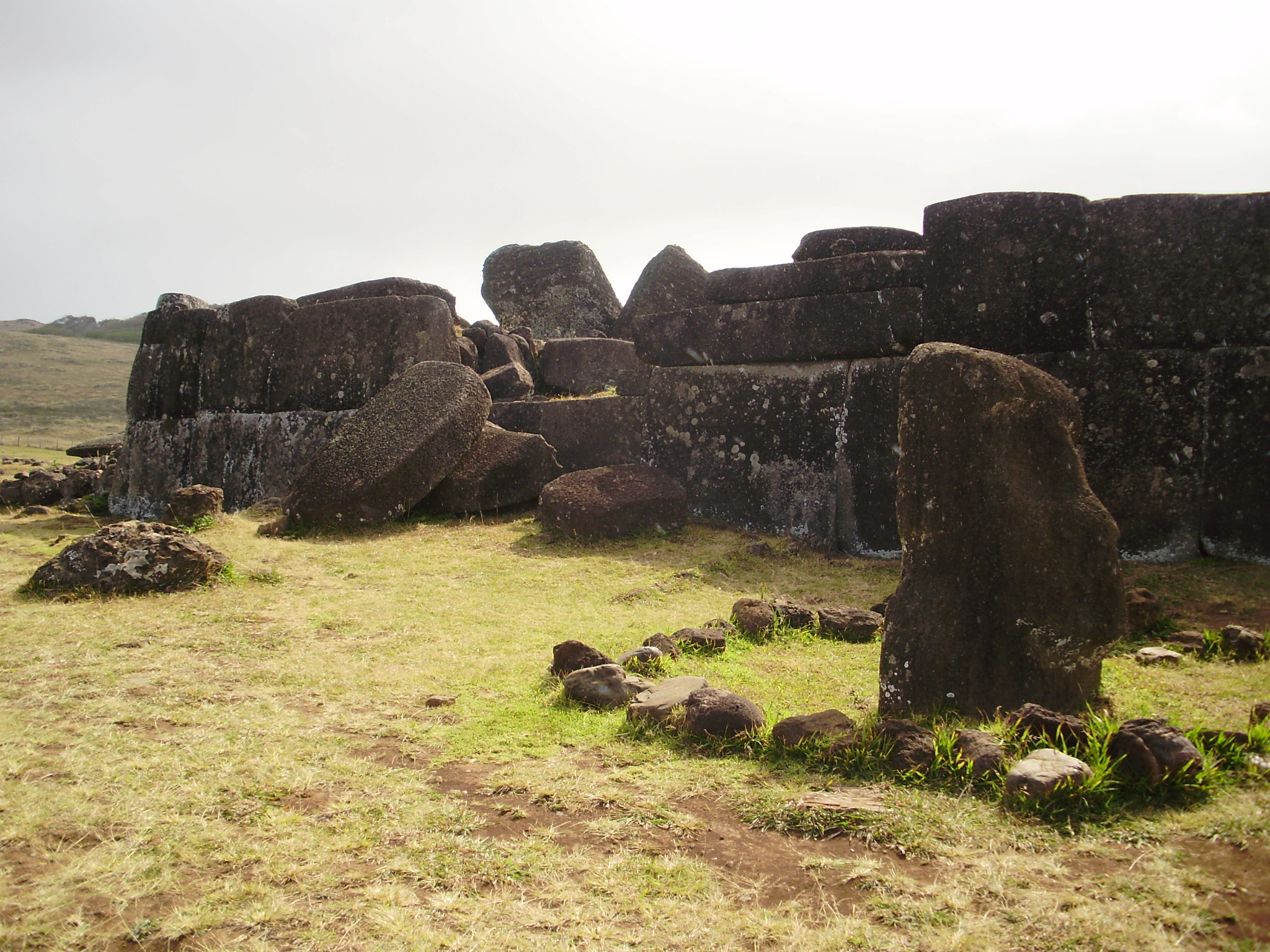
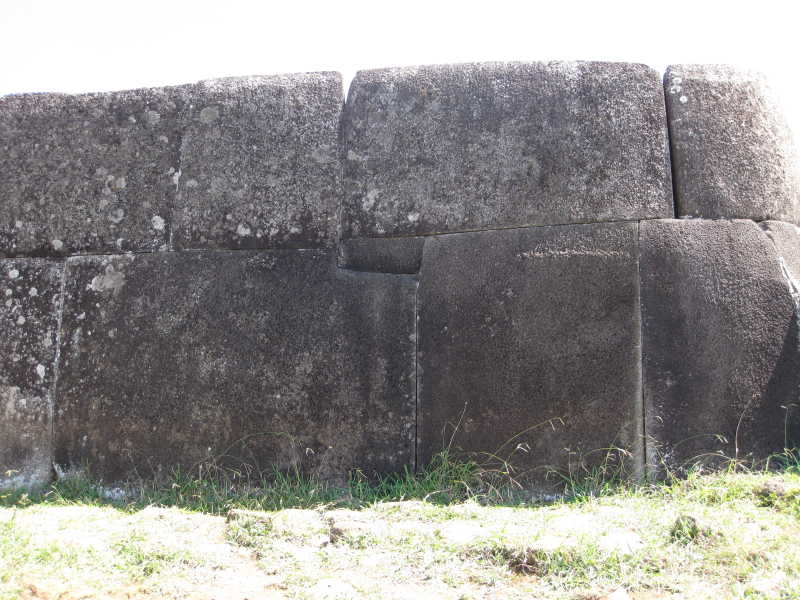